# Scabiosa rotata
Scabiosa rotata là một loài thực vật có hoa trong họ Kim ngân. Loài này được M. Bieb. miêu tả khoa học đầu tiên..